# 教宗若望二十三世與教宗若望保祿二世封聖
教宗若望二十三世（拉丁語：Ioannes PP. XXIII）與教宗若望保祿二世（拉丁語：Ioannes Paulus PP. II）是兩位的罗马天主教会教宗暨梵蒂冈城国元首。他們於2014年4月27日同時在聖伯多祿廣場由教宗方濟各宣告為聖人。此一封聖案於2013年7月通過。

## 歷程
教宗若望二十三世於2000年時由教宗若望保祿二世宣為真福品。
若望保祿二世則在2011年5月1日由教宗本篤十六世宣為真福。後來在2013年時確認了第二個奇蹟後通過了他的封聖案。雖然教宗若望二十三世缺乏第二個奇蹟，但由於任內召開梵蒂岡第二屆大公會議而被教宗方濟各免去確認第二個奇蹟而特例直接通過他的封聖案。

## 外賓
此次封聖典禮有98個外交使團到場觀禮，外賓中有23位國家元首。

## 圖集

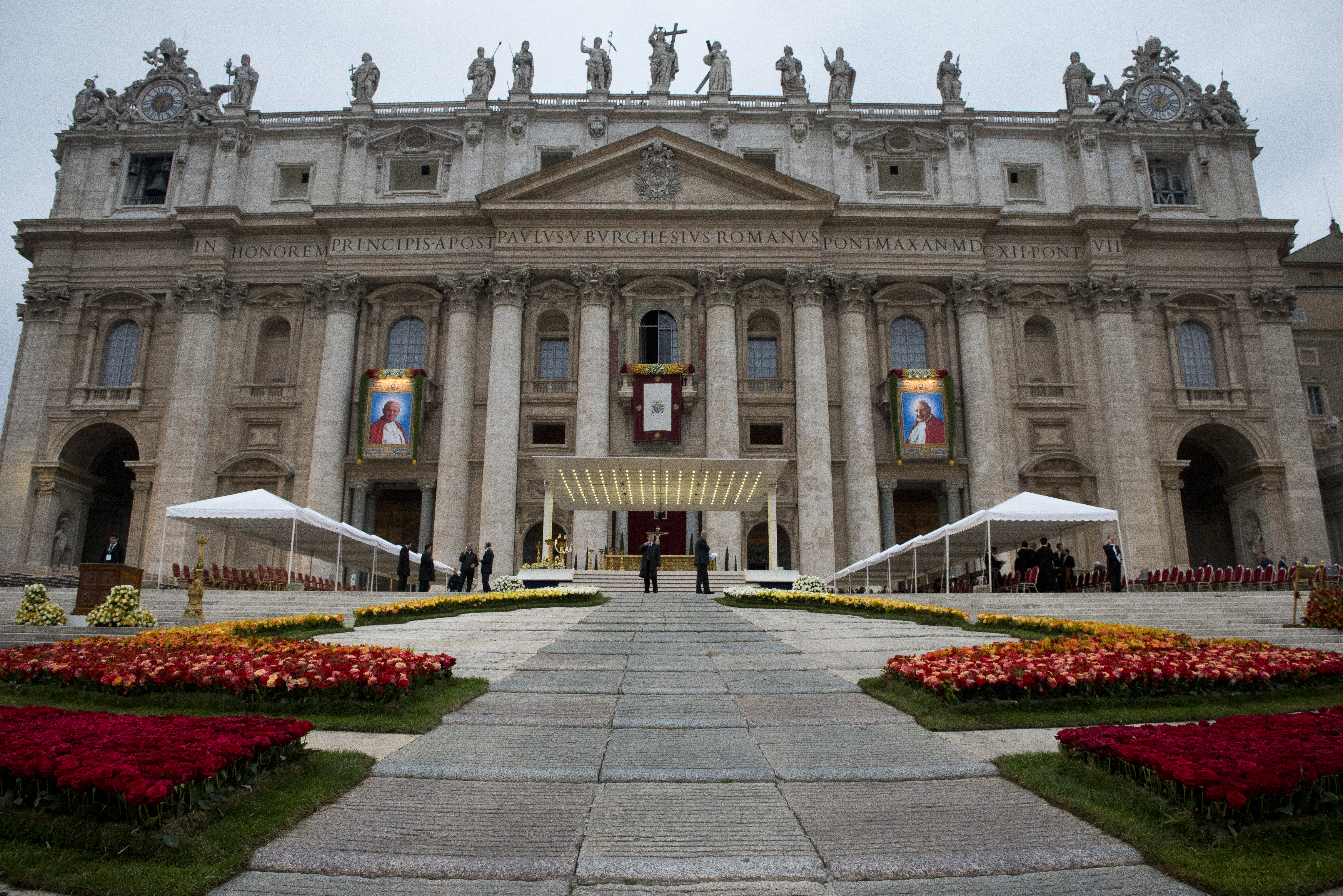
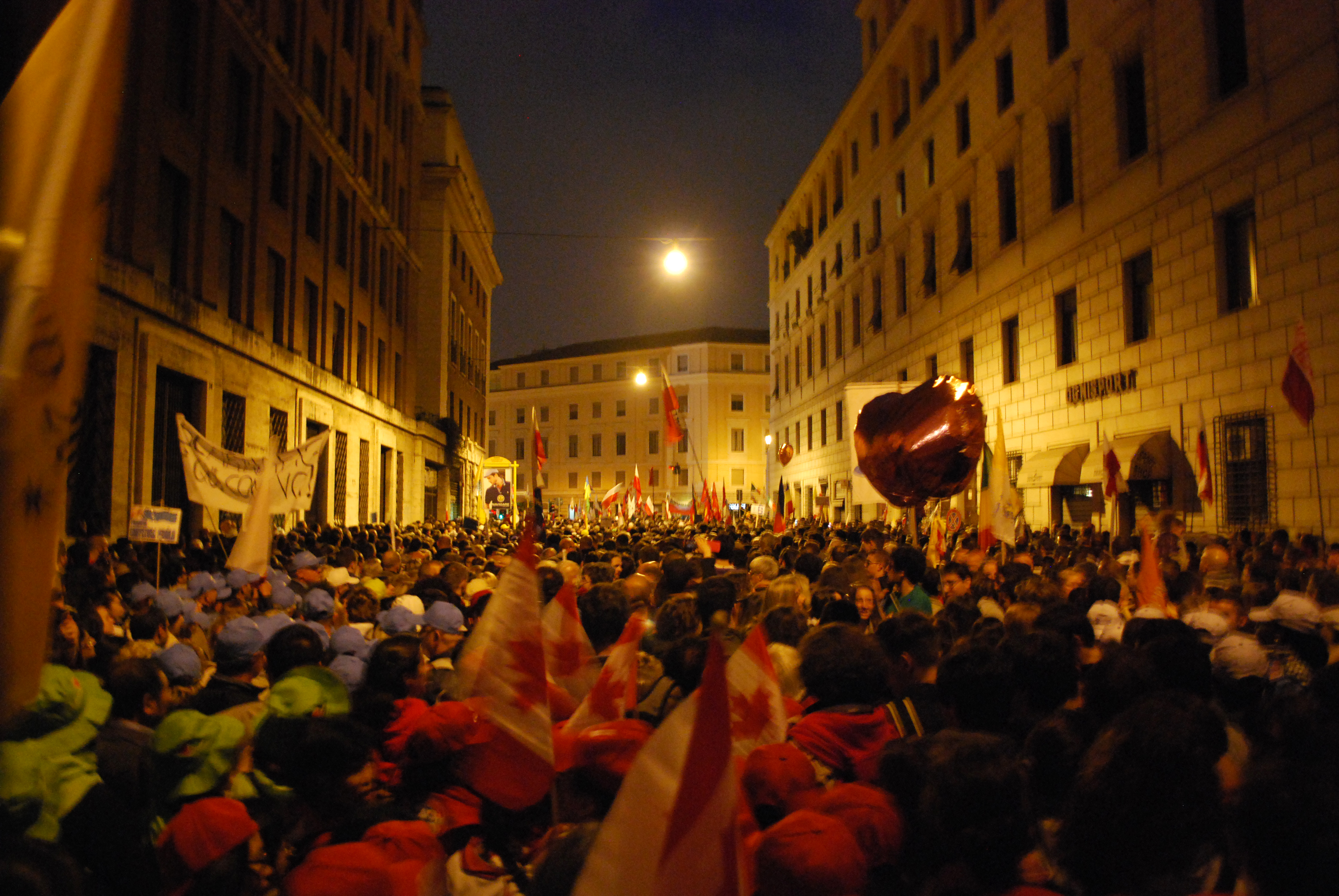
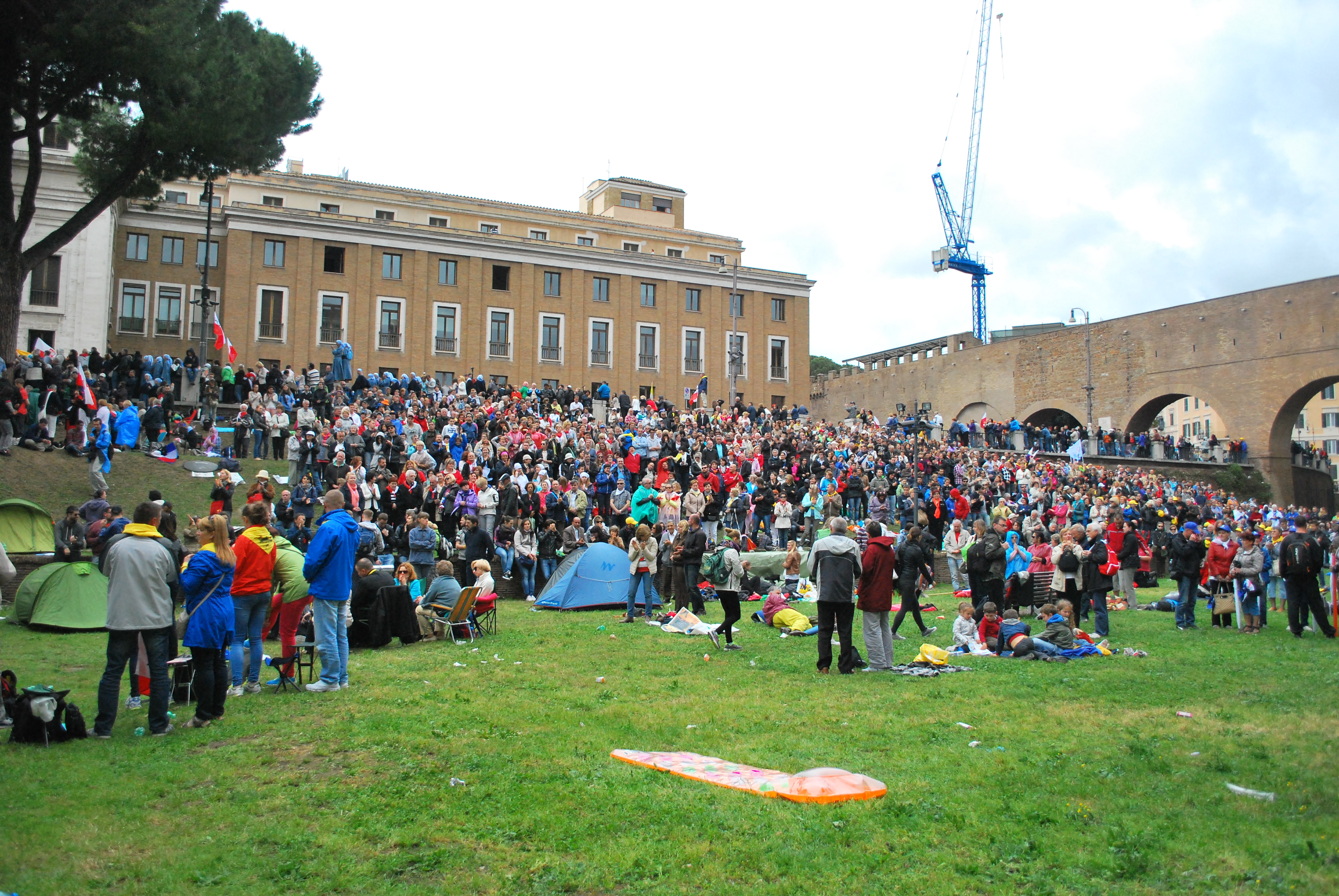
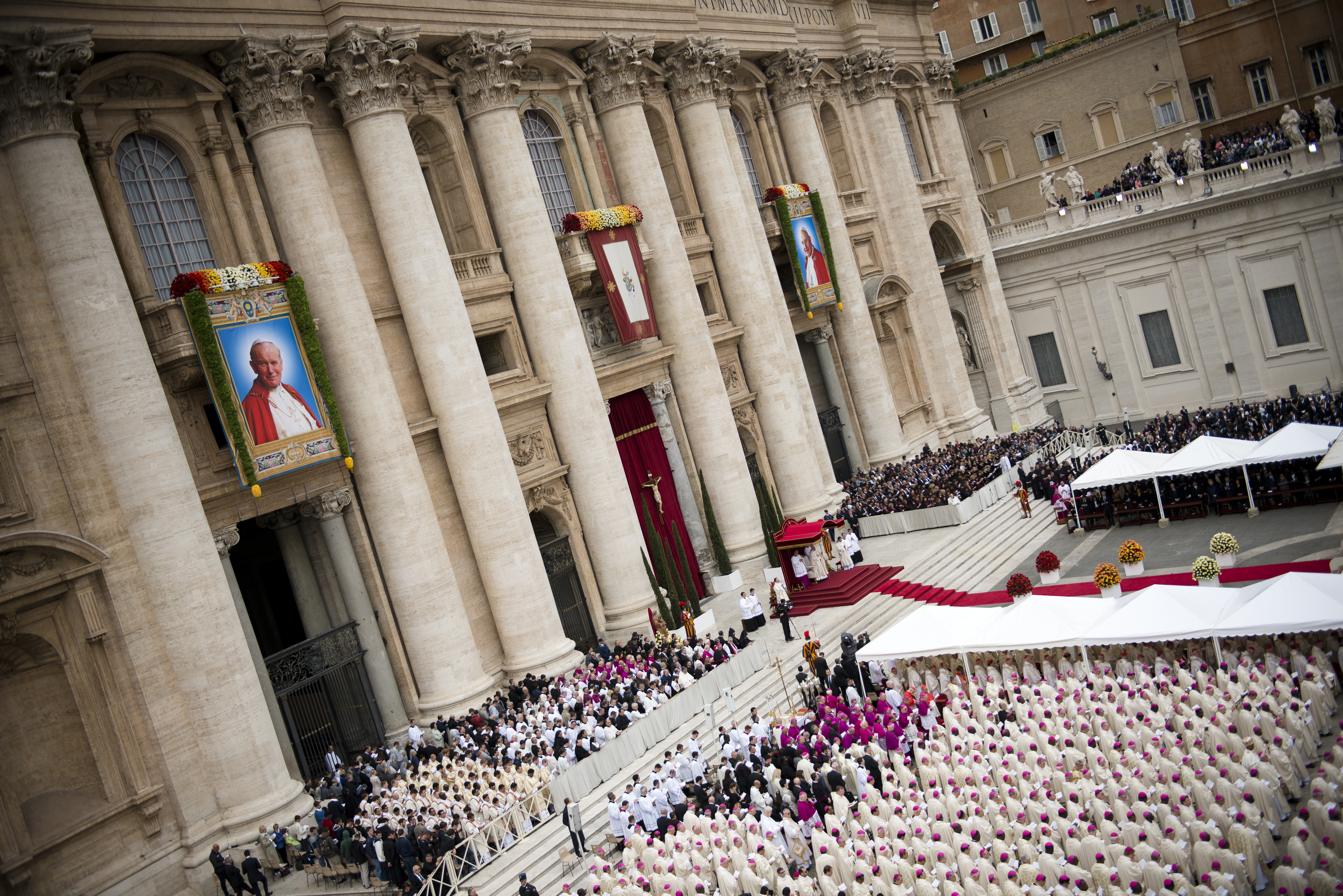
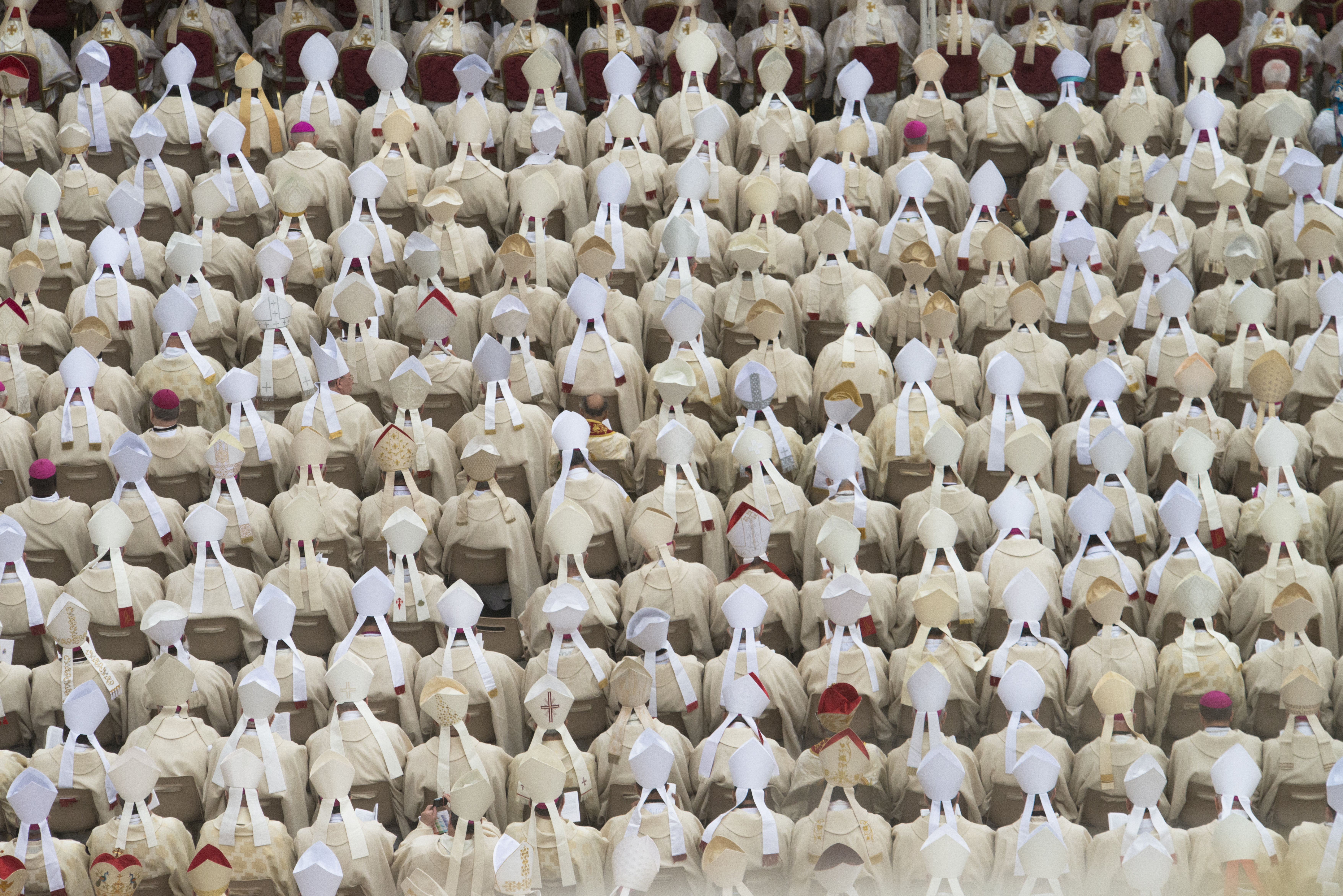
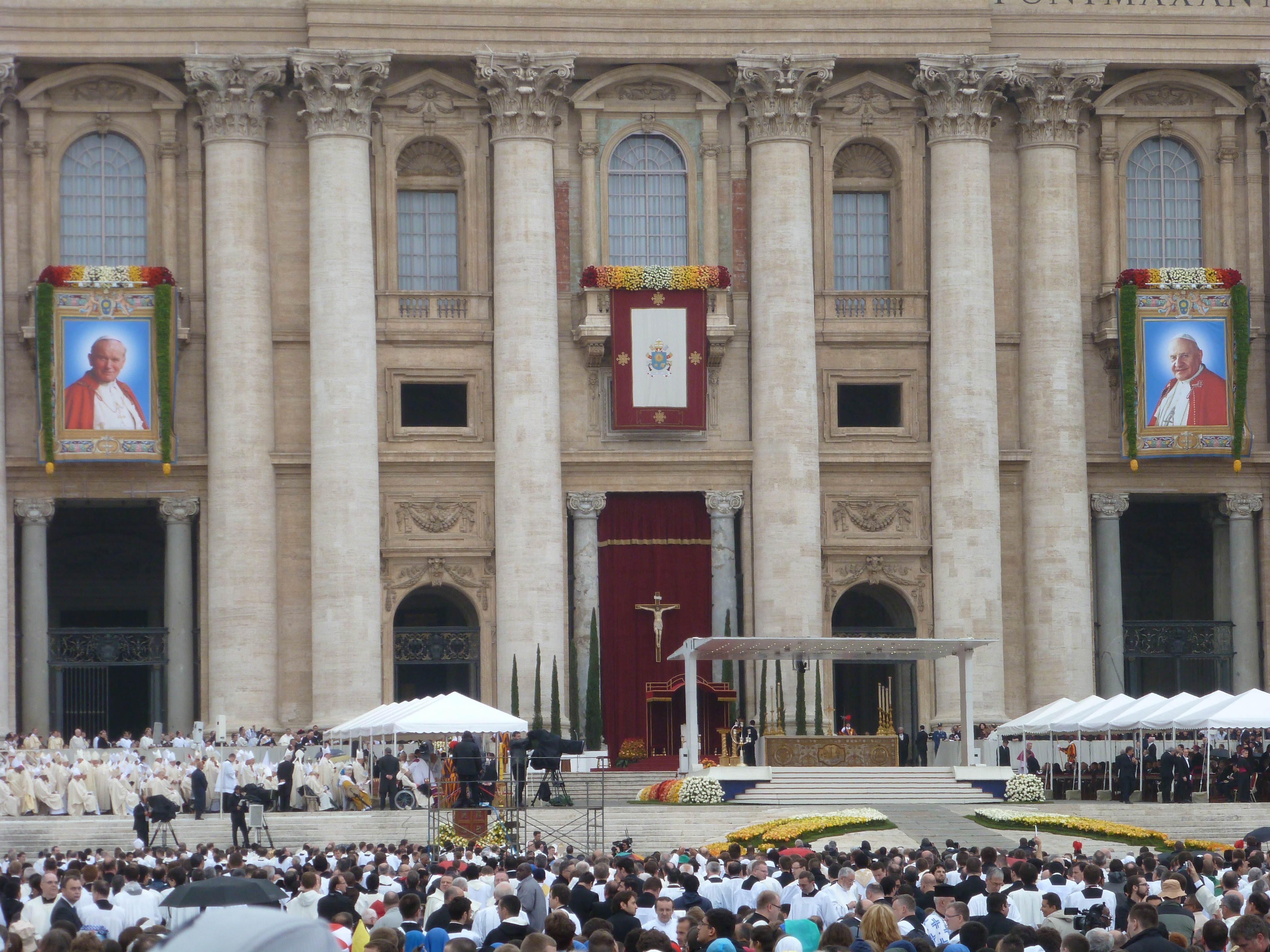
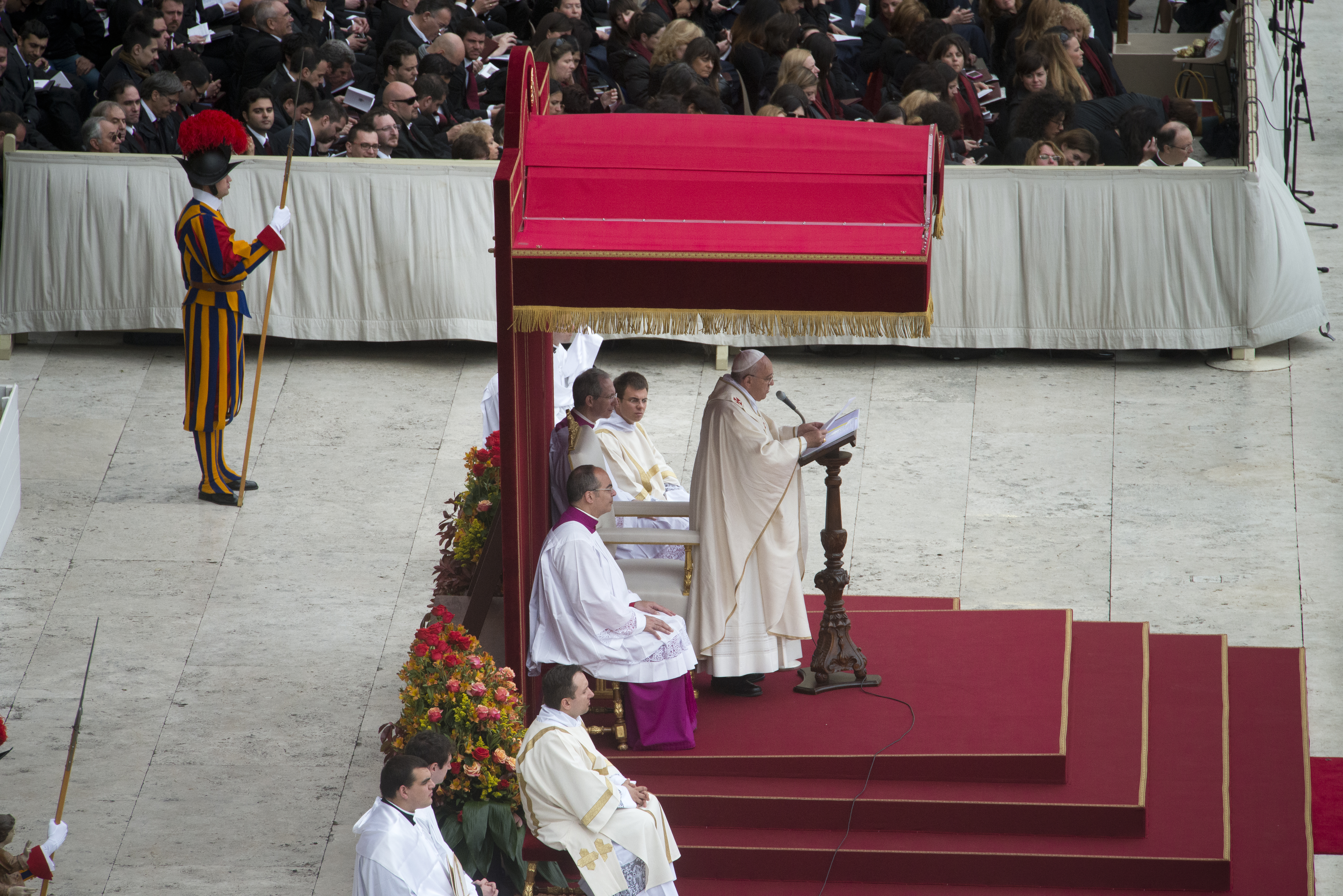
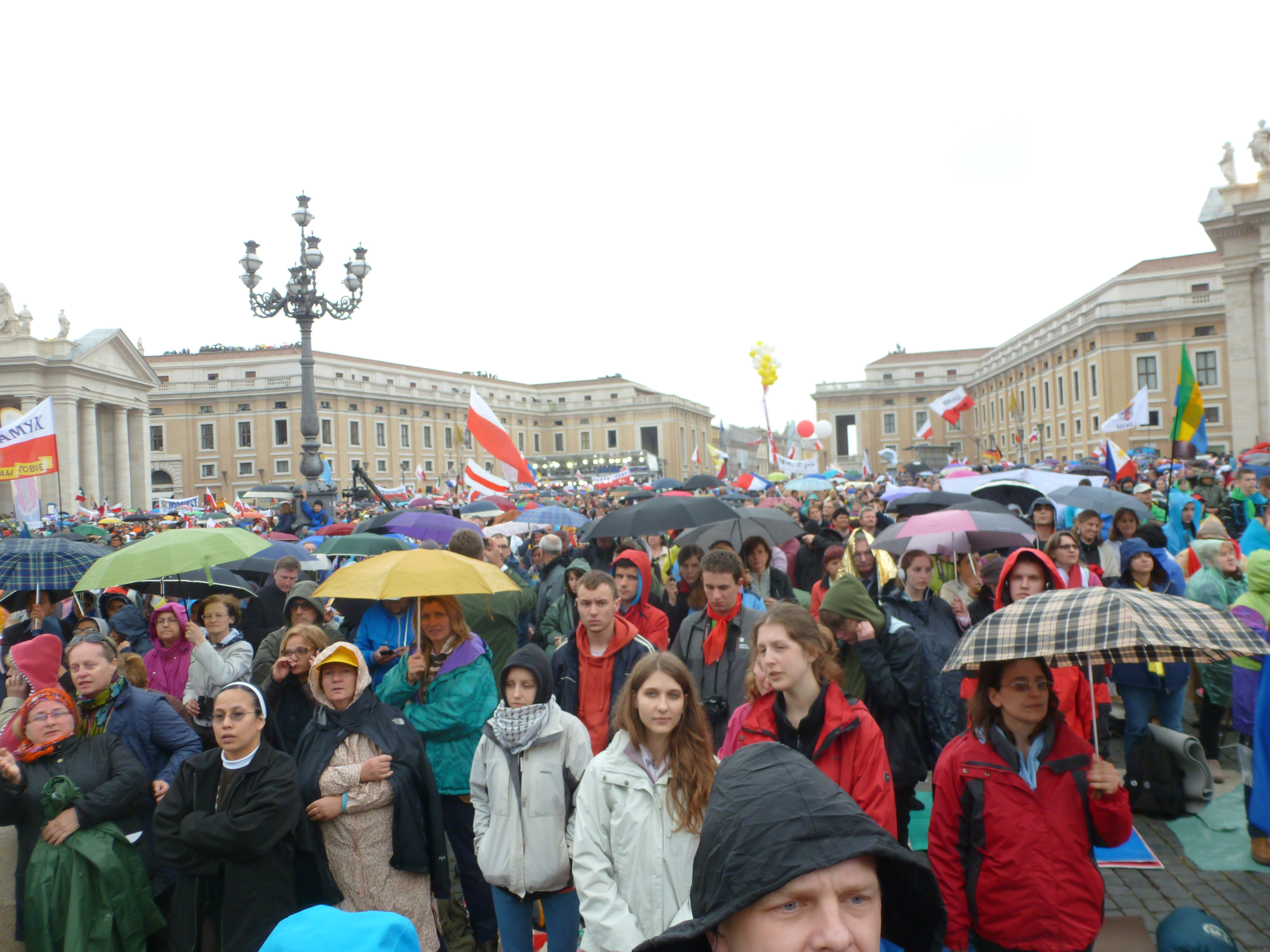
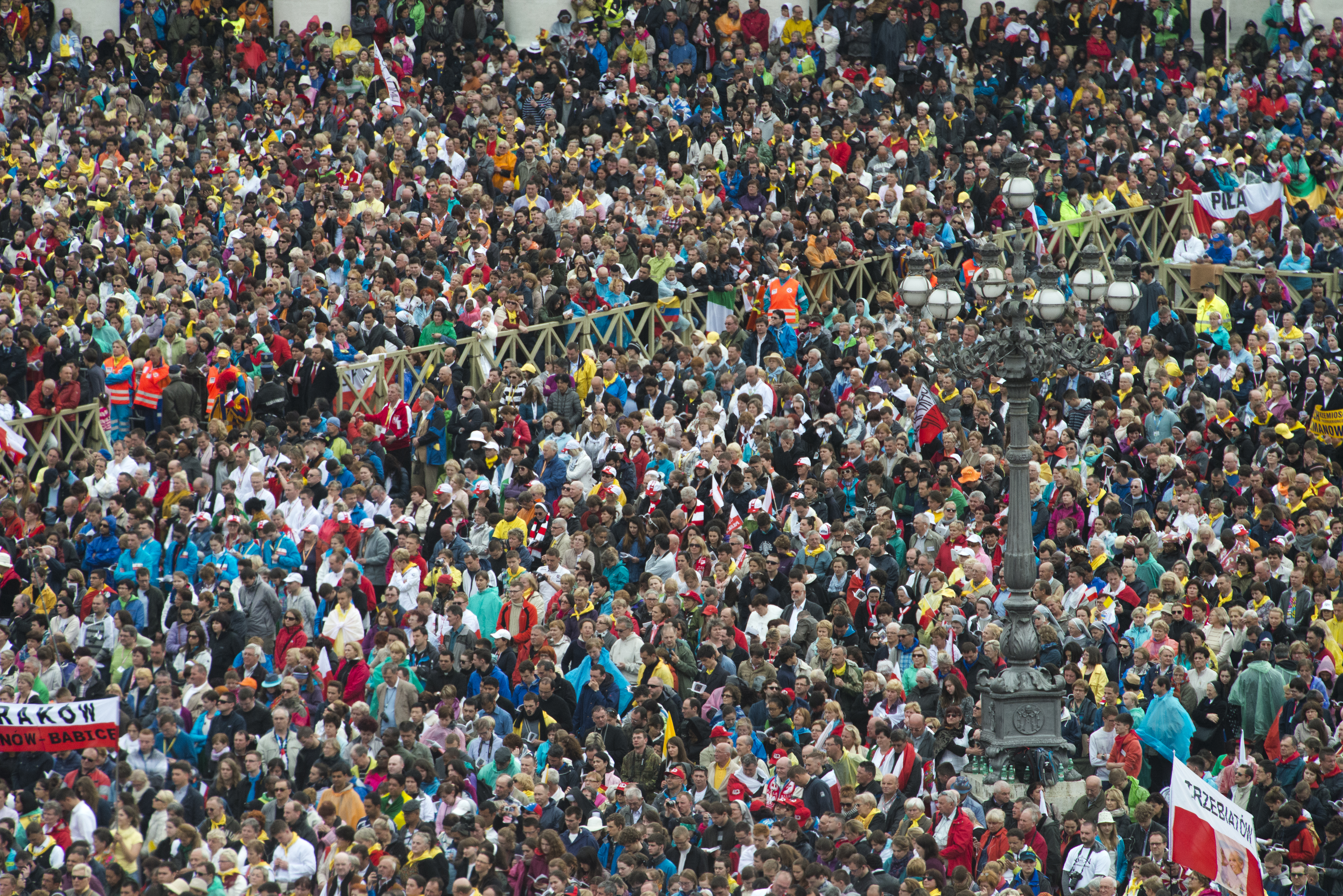